# 笹目川
笹目川（ささめがわ）は、埼玉県さいたま市南区と戸田市を流れる荒川水系の一級河川である。荒川の支流である。砂田堀（すなだぼり）、中央排水路（ちゅうおうはいすいろ）とも呼ばれる。

## 地理
当初、水捌けの悪い低地帯であった現在の戸田市付近の農地改善のための大規模排水路の必要性から｢中央排水路｣として計画され、さいたま市南区の白幡沼付近から戸田市の笹目樋門で荒川に合流するまでの総延長約5キロメートルの区間で整備された人工河川である。昭和10年頃に人工的に開削された。武蔵浦和駅や国道17号の近くから開渠となる。ほぼまっすぐ南に流れて荒川に合流する。流水確保と水質浄化のため現在荒川から導水管を川沿いに敷設し、内谷橋（南区内谷6丁目）のすぐ下流から放流している。普段は最上流部約1キロメートルはほとんど流れがなく、下流部も水が滞留して悪臭が発生しているが、大雨の直後などは国道17号付近にある水門が開かれ、浦和区の高台などから集まった水が岸町緑道の地下を流れて一斉に流入することから、河川敷いっぱいに濁流が流れる。

## 環境

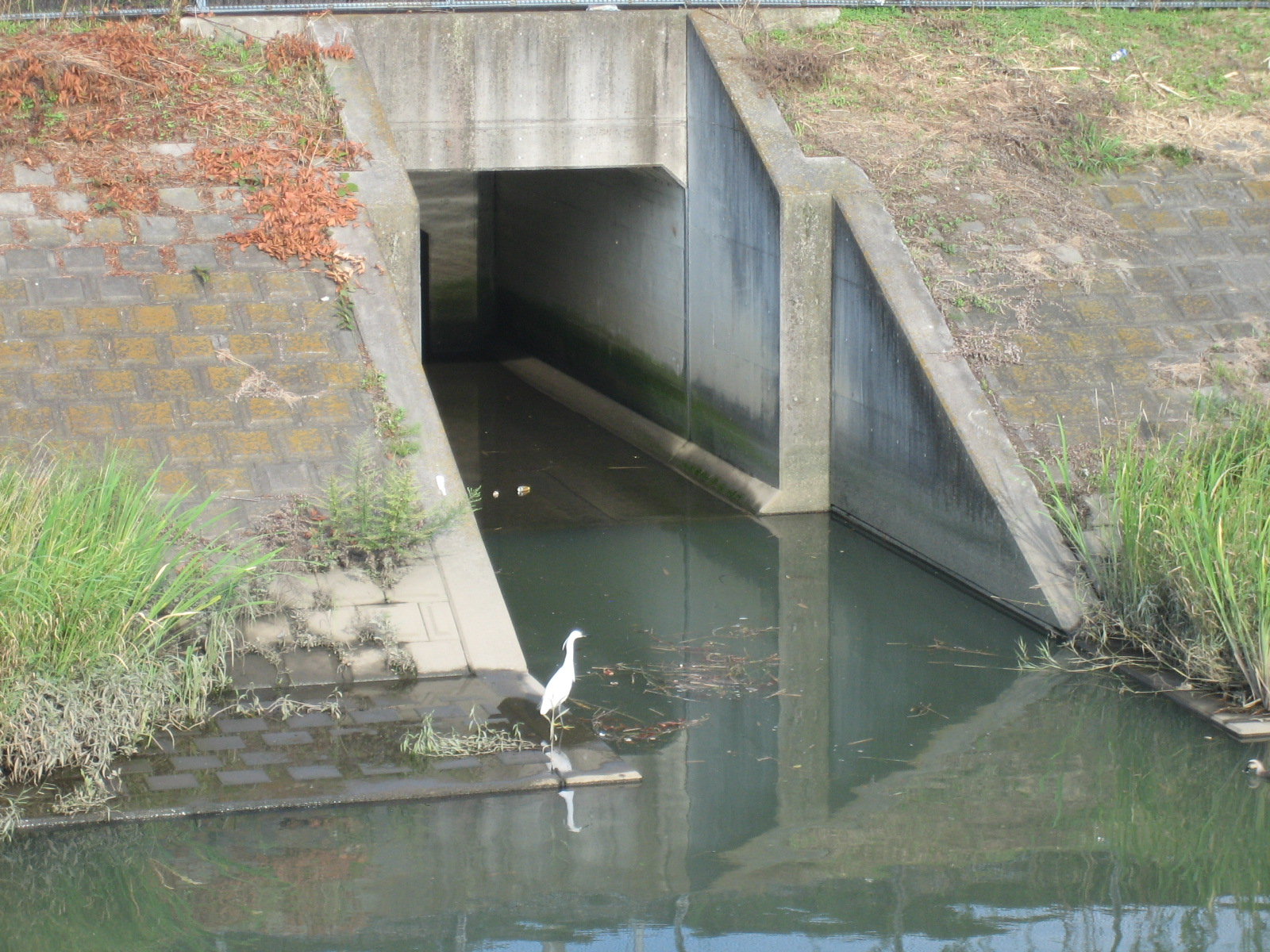
笹目川のシラサギ。芦原橋付近にある巨木に毎年巣作りをしている。（2007年8月4日早朝、芦原橋～谷口橋間で撮影）

かつては悪臭が漂うほど水質が悪く、生き物が棲めるような状態ではなかったが、近代型護岸工事を施したことで幾分か改善された。戸田市やさいたま市の市民団体や自治体などが水質改善のために清掃活動や水質・生物調査の実施を重ね、また下水道整備も強化し、徐々にではあるが改善が進んでいる。
これらの努力により、鯉やメダカなどの淡水魚類、小型のカニ・エビなどの小動物やシラサギ・カモ・カワウなどの野鳥も目撃されるようになった。さらに2005年から2006年始めにかけては、清流に住む鳥として知られる「カワセミ」が笹目川でも確認された。場所はさいたま市と戸田市の境の辺りとされ、それ以来、飛来し続けている。
戸田市が沿岸の一部（北部橋 - 芦原橋間）に「笹目川遊歩道」を整備し、花壇に花や植物・木々が植えられた。ベンチや石像なども置かれ、憩いの場所や散歩道として人気がある。遊歩道以外の場所でも芦原橋 - 山宮橋間などの沿岸でも積極的に花壇を設置している。

## 支流
上流から
- 別所排水路
- 見沼代用水西縁（辻用水）
- 沼影排水路
- 内谷排水路
- 美女木排水路
- 文蔵川 - 準用河川
- 荒川左岸排水路（さくら川）

## 橋梁
上流から
- 中曽根橋
- 白幡橋
- 瓶尻橋
- 内谷橋

荒川からの導水の放水口
- 水辺公園橋
- 砂田切橋 (平成24年撤去)
- 笹目上橋
- 東京外環自動車道
- 笹目川橋
- 埼京線、東北・上越新幹線
- 中央橋 - 埼玉県道79号朝霞蕨線
- 池ノ尻橋
- 北部橋
- 谷口上橋
- 谷口橋
- 芦原橋
- 小堤橋
- 境橋
- 山宮橋 - 北大通り

- 山宮下橋
- 根木橋 - 中央通
- 堤向橋

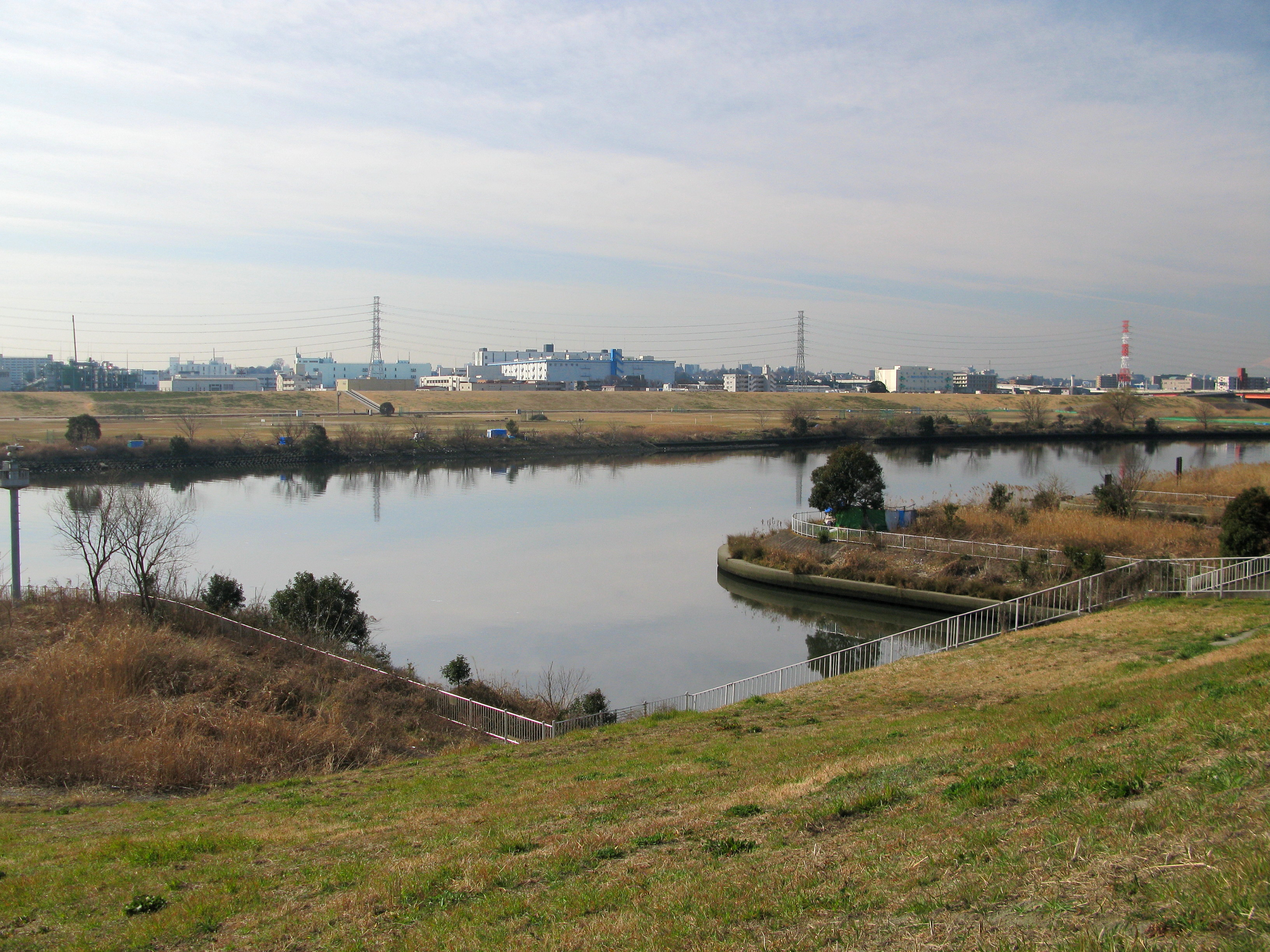
笹目川と荒川の合流点

- 沼口橋 - 埼玉県道68号練馬川口線（オリンピック通り）
- 富士見橋
- 富士見大橋
- 笹目水門